# سیشیرو کاتو
سیشیرو کاتو (انگلیسی: Seishiro Kato؛ زادهٔ ۴ اوت ۲۰۰۱) بازیگر، خواننده، بازیگر خردسال، و بازیگر تلویزیون اهل ژاپن است.
از فیلم‌ها یا برنامه‌های تلویزیونی که وی در آن نقش داشته‌است می‌توان به کلاس آدمکشی اشاره کرد.